# Liste der Naturschutzgebiete im Landkreis Emsland
Im Landkreis Emsland gibt es 84 Naturschutzgebiete (Stand April 2025).
| Name des Gebietes                                          | Bild           | Kennung | WDPA      | Landkreis / Stadt                                        | Beschreibung / Bemerkungen | Standort | Fläche in Hektar | Jahr der Verordnung |
| ---------------------------------------------------------- | -------------- | ------- | --------- | -------------------------------------------------------- | -------------------------- | -------- | ---------------- | ------------------- |
| Ahlder Pool (Schwatte Venn)                                |                | WE 046  | 81254     | Landkreis Emsland                                        |                            | Position | 41,46            | 2009                |
| Am Busch                                                   |                | WE 030  | 81286     | Landkreis Emsland                                        |                            | Position | 6,44             | 1938                |
| Aschendorfer Obermoor / Wildes Moor                        | weitere Bilder | WE 261  | 378054    | Landkreis Emsland                                        |                            | Position | 1050,81          | 2007                |
| Auf Troendoj                                               |                | WE 151  | 162293    | Landkreis Emsland                                        |                            | Position | 4,92             | 2009                |
| Natura 2000–Biener Busch                                   |                | WE 191  | 162408    | Landkreis Emsland                                        |                            | Position | 82               | 2023                |
| Biotop am Speicherbecken Geeste                            | weitere Bilder | WE 182  | 162426    | Landkreis Emsland                                        |                            | Position | 43,86            | 1987                |
| Bockholter Dose                                            | weitere Bilder | WE 138  | 81428     | Landkreis Emsland                                        |                            | Position | 124,39           | 2009                |
| Borkener Paradies                                          | weitere Bilder | WE 022  | 81443     | Landkreis Emsland                                        |                            | Position | 33,99            | 1937                |
| Brualer Hammrich                                           | weitere Bilder | WE 278  | 555546341 | Landkreis Emsland                                        |                            | Position | 174,17           | 2011                |
| Dalum-Wietmarscher Moor                                    | weitere Bilder | WE 265  | 389582    | Landkreis Emsland, Landkreis Grafschaft Bentheim         |                            | Position | 1611,19          | 2008                |
| Deepenbrock                                                |                | WE 014  | 81507     | Landkreis Emsland                                        |                            | Position | 18,90            | 1998                |
| Dörgener Moor                                              | weitere Bilder | WE 029  | 318302    | Landkreis Emsland                                        |                            | Position | 87,03            | 2000                |
| Dreiberg                                                   | weitere Bilder | WE 001  | 81553     | Landkreis Emsland                                        |                            | Position | 10,09            | 1968                |
| Emsauen zwischen Herbrum und Vellage                       | weitere Bilder | WE 268  | 389587    | Landkreis Emsland, Landkreis Leer                        |                            | Position | 875,60           | 2008                |
| Engdener Wüste / Heseper Moor (Nordhorn Range)             | weitere Bilder | WE 188  | 162950    | Landkreis Emsland, Landkreis Grafschaft Bentheim         |                            | Position | 1015,52          | 2002                |
| Esterfelder Moor                                           | weitere Bilder | WE 301  |           | Landkreis Emsland                                        |                            | Position | 1,31             | 2018                |
| Esterweger Dose                                            | weitere Bilder | WE 245  | 344583    | Landkreis Cloppenburg, Landkreis Emsland, Landkreis Leer |                            | Position | 4722,13          | 2014                |
| Fehndorfer Moor                                            |                | WE 324  |           | Landkreis Emsland                                        |                            | Position | 29,43            | 2022                |
| Flütenberg                                                 | weitere Bilder | WE 025  | 81679     | Landkreis Emsland                                        |                            | Position | 4,24             | 1937                |
| Geestmoor                                                  | weitere Bilder | WE 269  | 389595    | Landkreis Emsland                                        |                            | Position | 256,87           | 2008                |
| Georgsdorfer Moor                                          | weitere Bilder | WE 290  |           | Landkreis Grafschaft Bentheim, Landkreis Emsland         |                            | Position | 1100             | 2025                |
| Groß Fullener Moor                                         |                | WE 325  |           | Landkreis Emsland                                        |                            | Position | 113,6            | 2022                |
| Großes Tate Meer                                           | weitere Bilder | WE 049  | 81763     | Landkreis Cloppenburg, Landkreis Emsland                 |                            | Position | 4,70             | 1968                |
| Hahnenmoor                                                 | weitere Bilder | WE 054  | 81798     | Landkreis Emsland, Landkreis Osnabrück                   |                            | Position | 619,82           | 1984                |
| Hasealtarm bei Wester                                      |                | WE 027  | 81831     | Landkreis Emsland                                        |                            | Position | 2,30             | 1937                |
| Hase-Insel und Hase-Altarm                                 |                | WE 036  | 81832     | Landkreis Emsland                                        |                            | Position | 13,65            | 1940                |
| Haselünner Kuhweide                                        | weitere Bilder | WE 016  | 81835     | Landkreis Emsland                                        |                            | Position | 67,48            | 1999                |
| Heidfeld                                                   |                | WE 241  | 318523    | Landkreis Emsland, Landkreis Grafschaft Bentheim         |                            | Position | 202,93           | 2003                |
| Hengstkampkuhlen                                           | weitere Bilder | WE 187  | 163640    | Landkreis Emsland                                        |                            | Position | 43,23            | 1988                |
| Holschkenfehn                                              | weitere Bilder | WE 032  | 81921     | Landkreis Emsland                                        |                            | Position | 8,42             | 1939                |
| Höveltangesche Mörte                                       |                | WE 194  | 163805    | Landkreis Emsland                                        |                            | Position | 43,98            | 1989                |
| Hügelgräberheide am Wiesengrund                            | weitere Bilder | WE 281  | 555560683 | Landkreis Emsland                                        |                            | Position | 3,06             | 2013                |
| Hügelgräberheide bei Gr. und Kl. Berßen                    | weitere Bilder | WE 007  | 81949     | Landkreis Emsland                                        |                            | Position | 8,62             | 1936                |
| Im Leiken                                                  |                | WE 198  | 163876    | Landkreis Emsland                                        |                            | Position | 17,50            | 1989                |
| Kain-Fenn [Berger Keien Venn]                              |                | WE 021  | 318619    | Landkreis Emsland                                        |                            | Position | 5,53             | 1939                |
| Kesselmoor                                                 |                | WE 273  | 389613    | Landkreis Emsland                                        |                            | Position | 3,71             | 2009                |
| Koppelwiesen                                               |                | WE 015  | 164208    | Landkreis Emsland                                        |                            | Position | 119,69           | 1989                |
| Lahrer Moor                                                |                | WE 024  | 164325    | Landkreis Emsland                                        |                            | Position | 21,13            | 1937                |
| Langelt                                                    |                | WE 310  |           | Landkreis Emsland                                        |                            | Position | 50,1             | 2018                |
| Langenberger Moor                                          |                | WE 166  | 164353    | Landkreis Emsland                                        |                            | Position | 11,16            | 1986                |
| Lechtegoor                                                 | weitere Bilder | WE 055  | 82081     | Landkreis Emsland                                        |                            | Position | 5,24             | 1977                |
| Leegmoor                                                   | weitere Bilder | WE 136  | 82082     | Landkreis Emsland                                        |                            | Position | 450,21           | 2009                |
| Lescheder Keienvenn                                        |                | WE 047  | 82090     | Landkreis Emsland                                        |                            | Position | 5,96             | 1967                |
| Lescheder Venne                                            |                | WE 169  | 164439    | Landkreis Emsland                                        |                            | Position | 10,67            | 1986                |
| Männige Berge                                              | weitere Bilder | WE 255  | 378121    | Landkreis Emsland                                        |                            | Position | 5,03             | 2007                |
| Markatal                                                   |                | WE 296  |           | Landkreis Cloppenburg, Landkreis Emsland                 |                            | Position | 97               | 2019                |
| Markatal bei Bischofsbrück                                 |                | WE 296  |           | Landkreis Cloppenburg, Landkreis Emsland                 |                            | Position | 25               | 2019                |
| Meerkolk                                                   |                | WE 050  | 82153     | Landkreis Emsland                                        |                            | Position | 33,89            | 1976                |
| Melmmoor/Kuhdammoor                                        | weitere Bilder | WE 212  | 102318    | Landkreis Emsland                                        |                            | Position | 1318,94          | 1992                |
| Meppener Kuhweide                                          | weitere Bilder | WE 157  | 164609    | Landkreis Emsland                                        |                            | Position | 62,05            | 1999                |
| Moorschlatts und Heiden in Wachendorf                      |                | WE 264  | 378126    | Landkreis Emsland                                        |                            | Position | 143,47           | 2007                |
| Moorwiesen am Theikenmeer                                  | weitere Bilder | WE 213  | 164681    | Landkreis Emsland                                        |                            | Position | 41,46            | 1993                |
| Mühlenmoor                                                 |                | WE 196  | 164724    | Landkreis Emsland                                        |                            | Position | 17,45            | 1989                |
| Negengehren                                                |                | WE 186  | 164772    | Landkreis Emsland                                        |                            | Position | 52,18            | 1988                |
| Nenndorfer Mörken                                          | weitere Bilder | WE 145  | 82225     | Landkreis Emsland                                        |                            | Position | 30,77            | 1983                |
| Neuheeder Moor                                             | weitere Bilder | WE 237  | 318849    | Landkreis Emsland                                        |                            | Position | 112,56           | 2001                |
| Oberlauf der Ohe                                           | weitere Bilder | WE 203  | 164897    | Landkreis Emsland                                        |                            | Position | 224,04           | 1990                |
| Oewest                                                     |                | WE 153  | 164929    | Landkreis Emsland                                        |                            | Position | 14,94            | 1984                |
| Ohe                                                        |                | WE 300  |           | Landkreis Emsland, Landkreis Cloppenburg                 |                            | Position | 37,59            | 2018                |
| Provinzialmoor                                             | weitere Bilder | WE 280  | 555560682 | Landkreis Emsland                                        |                            | Position | 533,69           | 2013                |
| Rühler Moor                                                |                | WE 256  | 378352    | Landkreis Emsland                                        |                            | Position | 705,14           | 2007                |
| Natura 2000–Naturschutzgebiet in der unteren Haseniederung |                | WE 294  |           | Landkreis Emsland                                        |                            | Position | 893              | 2017                |
| Natura 2000–Sandtrockenrasen am Biener Busch               |                | WE 197  | 165320    | Landkreis Emsland                                        |                            | Position | 26               | 2023                |
| Schaapmoor                                                 |                | WE 236  | 319053    | Landkreis Emsland                                        |                            | Position | 197,16           | 2000                |
| Schweinefehn                                               |                | WE 274  | 389973    | Landkreis Emsland                                        |                            | Position | 3,64             | 2009                |
| Speller Dose                                               | weitere Bilder | WE 146  | 82608     | Landkreis Emsland                                        |                            | Position | 56,13            | 1983                |
| Stadtveen                                                  |                | WE 275  | 389976    | Landkreis Emsland                                        |                            | Position | 7,20             | 2009                |
| Steider Keienvenn                                          |                | WE 033  | 165663    | Landkreis Emsland                                        |                            | Position | 42,64            | 1988                |
| Steinberg                                                  | weitere Bilder | WE 247  | 378366    | Landkreis Emsland                                        |                            | Position | 23,97            | 2006                |
| Stillgewässer bei Kluse                                    | weitere Bilder | WE 309  |           | Landkreis Emsland                                        |                            | Position | 52,11            | 2018                |
| Südliches Versener Moor                                    |                | WE 234  | 319178    | Landkreis Emsland                                        |                            | Position | 97,31            | 1999                |
| Südtannenmoor                                              | weitere Bilder | WE 044  | 82669     | Landkreis Emsland                                        |                            | Position | 5,08             | 2009                |
| Tausendschrittmoor                                         | weitere Bilder | WE 190  | 165840    | Landkreis Emsland                                        |                            | Position | 63,75            | 1988                |
| Theikenmeer                                                | weitere Bilder | WE 010  | 82708     | Landkreis Emsland                                        |                            | Position | 253,77           | 1983                |
| Tiefe Vehn                                                 | weitere Bilder | WE 167  | 165886    | Landkreis Emsland                                        |                            | Position | 22,83            | 1986                |
| Tinner Dose-Sprakeler Heide                                |                | WE 177  | 30115     | Landkreis Emsland                                        |                            | Position | 3976,62          | 2012                |
| Tinner Loh                                                 | weitere Bilder | WE 017  | 82718     | Landkreis Emsland                                        |                            | Position | 12,59            | 1937                |
| Versener Heidesee                                          |                | WE 266  | 389990    | Landkreis Emsland                                        |                            | Position | 40,62            | 2008                |
| Natura 2000–Wachendorfer Wacholderhain                     | weitere Bilder | WE 012  | 82827     | Landkreis Emsland                                        |                            | Position | 20               | 2023                |
| Wacholderhain                                              |                | WE 045  | 82833     | Landkreis Emsland                                        |                            | Position | 16,45            | 1959                |
| Natura 2000–Wachendorfer Wacholderheide                    | weitere Bilder | WE 163  | 166109    | Landkreis Emsland                                        |                            | Position | 24               | 2023                |
| Wesuweer Moor                                              | weitere Bilder | WE 267  | 389995    | Landkreis Emsland                                        |                            | Position | 409,36           | 2008                |
| Windelberg                                                 | weitere Bilder | WE 028  | 82924     | Landkreis Emsland                                        |                            | Position | 16,32            | 2009                |
| Zitterteiche                                               |                | WE 020  | 82961     | Landkreis Emsland                                        |                            | Position | 3,21             | 1937                |